# 自性清浄
自性清浄（じしょうしょうじょう、梵: prakṛti-prabhāsvara、prakṛti-pariśuddhi、蔵: rang bzhin gyis rnam par dag pa、ye nas dag pa）は、心は自性として（本来、生まれつき）清浄であるが、偶然の過失によって汚れているという考え方。自性清浄説、あるいは心性本浄、心性本浄説ともいう。

## 概要
パーリ増支部に、「比丘たちよ、この心は光り輝いている。ただ、外来のもろもろの煩悩（客塵煩悩）によって汚れている」とある（いわゆる心性本浄説）。光り輝いている（光浄、清浄）とは白紙のような状態と解される。自性として本来清浄ではあるが、現実には汚れているという意味が含められている。そこで、悟りによって外来の諸煩悩を離れた状態は「離垢清浄」と説明される。垢（けが）れを離れて本来の清浄性を取り戻したという意味である。
唯識説は瑜伽行によって心が離垢することを重視し、自性清浄と併せて「離垢清浄」を並べ、さらに「所縁清浄」（仏の法すなわち教説の清浄性）、「道清浄」（修行道の無漏性）と併せて、「四種清浄」という。この場合、自性清浄は真如、法界を意味する。
尚、心が自性として清浄であるか否かは、諸部派の間で意見が分かれ、説一切有部、上座部大寺派などはこれを認めない。大乗仏教はすべてこれを承認する。ただし、『般若経』は清浄を「空」の意味に解し、広く法が縁起、無自性、空であることを示すものと解釈した。
これに対し、如来蔵系の理論では、自性清浄心を如来蔵、仏性の名で、如来の法身と同質の無為なる存在として絶対化し、これを心性と呼んでいる。また、『大乗起信論』はこれを本覚とも呼ぶ。